# Поиск (фильм, 2014)
«Поиск» (англ. The Search) — французско-грузинский драматический фильм 2014 года режиссёра Мишеля Хазанавичуса. Представляет собой ремейк одноименного фильма режиссёра Фреда Циннемана. Фильм был номинирован на Золотую пальмовую ветвь в основной секции Каннского кинофестиваля 2014 года.

## Сюжет
Фильм начинается и заканчивается 16 октября 1999 года, когда 20-летний Коля (Максим Емельянов), новобранец Российской армии, записывает на любительскую видеокамеру, как молодые пьяные российские солдаты насмехаются, запугивают и, наконец, застреливают супружескую пару чеченцев на глазах у их дочери-подростка Раисы (Зухра Дуишвили). История Коли — одно из четырех личных повествований, которые разворачиваются на фоне руин Чечни, потока гражданских беженцев из деревни. Коля — пермский гитарист, балующийся травкой, живущий в 2300 километрах от границы с Чечнёй, взят под стражу за хранение наркотиков и отправлен на военную службу вместо тюремного заключения. Будучи новобранцем, он претерпевает жестокое обращение, постепенно превращаясь из невинного юноши в «бесчеловечную машину для убийств».
Когда сослуживцы Коли убивают чеченскую пару, девятилетний сын пары Хаджи (Абдул-Халим Мамуциев) прячется и выжидает. Когда опасность немного отступила, он уходит вместе со своим маленьким братом Вахой прочь из родной деревни. По пути в лагерь беженцев Хаджи подбрасывает брата чеченской семье, так как не может взять на себя ответственность за него. Чуть позже чеченские беженцы помогают беспризорному Хаджи добраться до Назрани. Психическая травма после гибели родителей вызывает у Хаджи мутизм, но в конце концов ему удаётся подружиться с Кароль (Беренис Бежо), уроженкой Франции, работающей правозащитником в зоне боевых действий. Хаджи поселяется дома у Кароль, она опекает мальчика много месяцев, и со временем помогает ему восстановить способность говорить и чувствовать вкус жизни.
Старшая сестра Хаджи Раиса ищет обоих братьев. Кароль берёт интервью у Хелен (Аннет Бенинг), сотрудницы Красного Креста, и возлагает надежду на международную реакцию на начинающуюся вторую чеченскую войну. Раиса, воссоединившаяся со своим младшим братом Вахой, при поддержке других чеченских беженцев вынуждена уехать в Ингушетию без Хаджи, против своей воли, из-за воздушных бомбардировок российских военно-воздушных сил. Хелен помогает пристроиться Раисе в назрановском приюте Международного Красного Креста.
И Хелен, и Кароль разочарованы тем, что в апрельском докладе Комиссии ООН по правам человека от 2000 года ситуация в Чечне не объявлена гуманитарной катастрофой. Кароль представляет свой доклад Организации Объединенных Наций, но понимает, что лишь немногие участники её слушают.
Кароль хочет официально усыновить Хаджи, и просит Хелен о содействии в этой процедуре, но в тот же день Хелен помогает Хаджи воссоединиться со своей сестрой Раисой. В конце фильма повествование возвращается в начало — Коля снимает с трупа любительскую камеру, на которую вскоре будет записано нападение на семью Хаджи.

## В ролях
- Беренис Бежо — Кароль, сотрудница комитета по правам человека из Франции
- Аннетт Бенинг — Хелен, сотрудница МККК из США
- Максим Емельянов — Коля, российский солдат из Перми
- Абдул-Халим Мамуциев — Хаджи, чеченский мальчик, 9 лет
- Зухра Дуишвили — Раиса, старшая сестра Хаджи
- Лела Багакашвили — Элина, переводчик и подруга Кароль
- Юрий Цурило — полковник российской армии
- Антон Долгов — российский солдат
- Мамука Мачитидзе — отец Хаджи и Раисы
- Русудан Пареулидзе — мать Хаджи и Раисы